# Erebia parvipuncta
Erebia parvipuncta är en fjärilsart som beskrevs av Müller 1928. Erebia parvipuncta ingår i släktet Erebia och familjen praktfjärilar. Inga underarter finns listade i Catalogue of Life.